# Al Gazali
Abu Hāmid Muhammad ibn Muhammad Al Gazālī (5. srpnja 1057. – 19. prosinca 1111.) (perzijskiابو حامد محمد ابن محمد غزالی‎), poznat i kao Algazel u srednjovjekovnoj Europi. Bio je islamski teolog, filozof, psiholog i mistik, do danas poznat kao jedan od najslavnijih ljudi u povijesti sufijske misli.

## Život
Al-Gazali je rođen u Tusu, u iranskoj regiji Horasanu. Predavao je u Bagdadu, kao učitelj prava, dijalektičke teologije (kalam) i filozofije. 1095. godine, nakon sloma živaca, napustio je akademski rad i postao sufija, posvetivši se kontemplaciji. Gazali je kasnije svojim autoritetom branio mističko sufijsko učenje od progona u islamskim teološkim krugovima.

## Djela

### Teologija
- al-Munqidh min al-dalal
- Hujjat al-Haq (Dokazi istine)
- al-Iqtisad fil-i`tiqad (Median in Belief)
- al-Risala al-Qudsiyya (Jeruzalemska poslanica)
- al-maqsad al-asna fi sharah asma' Allahu al-husna (Najbolji načini za korištenje Allahovih lijepih imena)
- Jawahir al-Qur'an wa duraruh (Blago Kur'ana i njegovi biseri)
- Mishkat al-Anwar
- Kitab al-arba'in fi usul al-din

### Tesavvuf
- Mizan al-'amal (Kriterij postupaka)
- Ihya'ul ulum al-din ("Oživljavanje vjerskih znanosti"), Ghazalijevo najznačajnije djelo koje je značajno utjecalo na sunitski islam.
- Kimiya-ye sa'ādat
- Bidayat al-hidayah (Početak vodstva)
- Nasihat al-muluk (Kralj savjetodavac)
- al-Munqidh min al-dalal (Spasitelj od grešaka)
- Sir al-'alamian wa kashf ma' fi al-darian (Tajana dvaju svjetova i otkriće dvaju stanova)

### Filozofija
- Maqasid al falasifa (Ciljevi filozofa) Napisano na početku njegove karijere u slavu filozofije i kao prikaz osnovnih teorija filozofije; većinom pod utjecajem Avicenne.
- Tahafut al-Falasifa (Nedosljednost filozofa), koje predstavlja kritiku aristotelovskih učenja Al Farabija i Ibn Sine; u odgovor je Ibn Rušd napisao svoju slavnu knjigu Tahafut al-tahafut (Nedosljednost nedosljednosti) u kojoj Ibn Rušd pobija Ghazalijevo pobijanje filozofije
- al-Qistas al-mustaqim (Pravilna ravnoteža)

### Islamsko pravo
- al-Mustasfa fi 'ilm al-isul (Objašnjenja u teoriji prava)
- Al-wasit fi al-mathab (Mediji u Jurisprudentialnoj školi)
- Kitab tahzib al-Isul (Teorija prava)
- Fatawy al-Ghazali (Gazalijeve fetve)
- Asas al-Qiyas (Temeljii analognog mišljenja).

### Logika
- Miyar al-Ilm fi fan al-mantiq (Kriterij logičkog znanja)
- Mihakk al-nazar f'l-mantiq (Osnova logičkih dokaza)
- al-Qistas al-mustaqim (Pravilna ravnoteža)

## Učenje
Al-Gazali je uvid usvojen mističkim doživljajem postavljao iznad uvida usvojenim putem logike. Zastupao je također prevlast otkrivenja nad razmišljanjem. Al-Gazali kritizira opseg znanja na koji filozofi polažu pravo, naročito kroz kritiku znanja o uzročnosti i nasuprot tome staje u obranu okazionalizma. Njegovo radikalno odbacivanje uzročnosti i tvrdnja o nepostojanju nužne veze između uzroka i posljedice preteča je kasnijim skeptičkim i okazionalističkim filozofskim sustavima (Nicolas Malebranche i dr.).
U filozofiji, povezivao je spoznajno-teorijski skepticizam i novoplatonske elemente s islamskim teološkim učenjem, na temelju kojeg kritizira cjelokupnu filozofiju. Njegova djela zagovaraju pravovjernost islama i neophodnost misticizma.

## Vanjske poveznice
- Al-Gazali, O prijateljstvu i bratstvu u Bogu  Arhivirana inačica izvorne stranice od 7. srpnja 2009. (Wayback Machine)